# دگش تپه
دگش تپه مربوط به عصر آهن است و در شهرستان گنبد کاووس، بخش مرکزی، روستای ملک علی تپه واقع شده و این اثر در تاریخ ۱۰ خرداد ۱۳۸۲ با شمارهٔ ثبت ۸۸۴۳ به‌عنوان یکی از آثار ملی ایران به ثبت رسیده است.